# Fabasoft eGov-Suite
Fabasoft eGov-Suite является стандартным программным обеспечением для электронного делопроизводства и документооборота в государственном секторе. В частности, данный продукт применяется как программное обеспечение для электронного правительства в Республике Австрия.

## Разработка и значение
Fabasoft eGov Suite был разработан компанией Fabasoft, находящейся в г. Линце. Данное программное обеспечение позволяет полностью хранить и обрабатывать дела, деловые и иные документы в течение всего периода их действия (управление жизненным циклом документов). Тем самым обеспечивается совместная работа над документами для всех административных единиц. Многие организации государственного сектора в Европе применяют данное решение для электронного правительства, имеющее множество сертификатов (в т.ч. ИСО 15489). Независимо от платформы возможна работа как в среде Windows, так и в среде с открытым кодом. На базе сервис-ориентированной архитектуры Fabasoft eGov-Suite позволяет воспользоваться веб-сервисами.

## Решения
- Делопроизводство и документооборот
- Управление документами
- Неформальное сотрудничество
- Электронные услуги
- Архивация с защитой от изменений
- Поиск по всему предприятию

## Государственный сектор
В немецкоязычных странах Fabasoft eGov-Suite является ведущим продуктом для электронного делопроизводства и документооборота. Помимо этого Fabasoft eGov-Suite имеет всеобъемлющую версию, которая дополняется общими или специфическими для заказчиков функциями партнерами из не немецкоязычных стран.
В настоящее время Fabasoft eGov-Suite применяется в Словакии, Португалии, Великобритании и России.